# شین دافی
شین پاتریک مایکل دافی (انگلیسی: Shane Patrick Michael Duffy؛ زادهٔ ۱ ژانویهٔ ۱۹۹۲) بازیکن فوتبال اهل ایرلند است.
از باشگاه‌هایی که در آن بازی کرده‌است می‌توان به اورتون، برنلی، اسکانتورپ یونایتد، یئوویل تاون، بلکبرن روورز، برایتون اند هوو آلبیون و سلتیک اشاره کرد.
وی همچنین در تیم ملی فوتبال جمهوری ایرلند بازی کرده‌است.